# Saint-Maximin (Oise)
Saint-Maximin és un municipi francès, situat al departament de l'Oise i a la regió dels Alts de França. L'any 2007 tenia 2.510 habitants.

## Demografia

### Població
El 2007 la població de fet de Saint-Maximin era de 2.510 persones. Hi havia 976 famílies de les quals 267 eren unipersonals (100 homes vivint sols i 167 dones vivint soles), 275 parelles sense fills, 342 parelles amb fills i 92 famílies monoparentals amb fills.
La població ha evolucionat segons el següent gràfic:
Habitants censats

### Habitatges
El 2007 hi havia 1.029 habitatges, 992 eren l'habitatge principal de la família, 11 eren segones residències i 26 estaven desocupats. 483 eren cases i 538 eren apartaments. Dels 992 habitatges principals, 407 estaven ocupats pels seus propietaris, 554 estaven llogats i ocupats pels llogaters i 31 estaven cedits a títol gratuït; 26 tenien una cambra, 144 en tenien dues, 267 en tenien tres, 270 en tenien quatre i 285 en tenien cinc o més. 462 habitatges disposaven pel capbaix d'una plaça de pàrquing. A 462 habitatges hi havia un automòbil i a 403 n'hi havia dos o més.

### Piràmide de població
La piràmide de població per edats i sexe el 2009 era:
| Homes | Edats   | Dones |
| ----- | ------- | ----- |
| 0     | 95 o +  | 0     |
| 8     | 90 a 94 | 4     |
| 16    | 85 a 89 | 8     |
| 0     | 80 a 84 | 12    |
| 12    | 75 a 79 | 40    |
| 16    | 70 a 74 | 32    |
| 52    | 65 a 69 | 60    |
| 32    | 60 a 64 | 64    |
| 80    | 55 a 59 | 52    |
| 92    | 50 a 54 | 88    |
| 100   | 45 a 49 | 72    |
| 92    | 40 a 44 | 84    |
| 136   | 35 a 39 | 104   |
| 88    | 30 a 34 | 96    |
| 100   | 25 a 29 | 108   |
| 44    | 20 a 24 | 96    |
| 72    | 15 a 19 | 64    |
| 80    | 10 a 14 | 68    |
| 72    | 5 a 9   | 120   |
| 76    | 0 a 4   | 64    |

## Economia
El 2007 la població en edat de treballar era de 1.742 persones, 1.275 eren actives i 467 eren inactives. De les 1.275 persones actives 1.154 estaven ocupades (616 homes i 538 dones) i 122 estaven aturades (47 homes i 75 dones). De les 467 persones inactives 137 estaven jubilades, 148 estaven estudiant i 182 estaven classificades com a «altres inactius».

### Ingressos
El 2009 a Saint-Maximin hi havia 984 unitats fiscals que integraven 2.461 persones, la mediana anual d'ingressos fiscals per persona era de 17.741 €.

### Activitats econòmiques
Dels 345 establiments que hi havia el 2007, 9 eren d'empreses extractives, 7 d'empreses alimentàries, 1 d'una empresa de coc i refinatge, 16 d'empreses de fabricació d'altres productes industrials, 24 d'empreses de construcció, 181 d'empreses de comerç i reparació d'automòbils, 12 d'empreses de transport, 19 d'empreses d'hostatgeria i restauració, 1 d'una empresa d'informació i comunicació, 9 d'empreses financeres, 11 d'empreses immobiliàries, 27 d'empreses de serveis, 9 d'entitats de l'administració pública i 19 d'empreses classificades com a «altres activitats de serveis».
Dels 58 establiments de servei als particulars que hi havia el 2009, 1 era una oficina de correu, 1 una oficina bancària, 15 tallers de reparació d'automòbils i de material agrícola, 2 tallers d'inspecció tècnica de vehicles, 2 establiments de lloguer de cotxes, 1 autoescola, 6 paletes, 4 guixaires pintors, 2 fusteries, 1 lampisteria, 2 electricistes, 3 perruqueries, 15 restaurants, 1 agència immobiliària, 1 tintoreria i 1 saló de bellesa.
Dels 90 establiments comercials que hi havia el 2009, 1 era, 1 un hipermercat, 3 grans superfícies de material de bricolatge, 2 botiges de menys de 120 m², 3 fleques, 1 una fleca, 1 una carnisseria, 1 una peixateria, 28 botigues de roba, 6 botigues d'equipament de la llar, 4 sabateries, 6 botigues d'electrodomèstics, 11 botigues de mobles, 6 botigues de material esportiu, 5 botigues de material de revestiment de parets i terra, 2 drogueries, 3 perfumeries, 3 joieries i 3 floristeries.
L'any 2000 a Saint-Maximin hi havia 4 explotacions agrícoles.

## Equipaments sanitaris i escolars
El 2009 hi havia 2 farmàcies i 1 ambulància.
El 2009 hi havia 1 escola maternal i 1 escola elemental. Saint-Maximin disposava d'un liceu tecnològic amb 408 alumnes.

## Poblacions properes
El següent diagrama mostra les poblacions més properes.